# Kykladische Griffschale (NAMA Π20935)

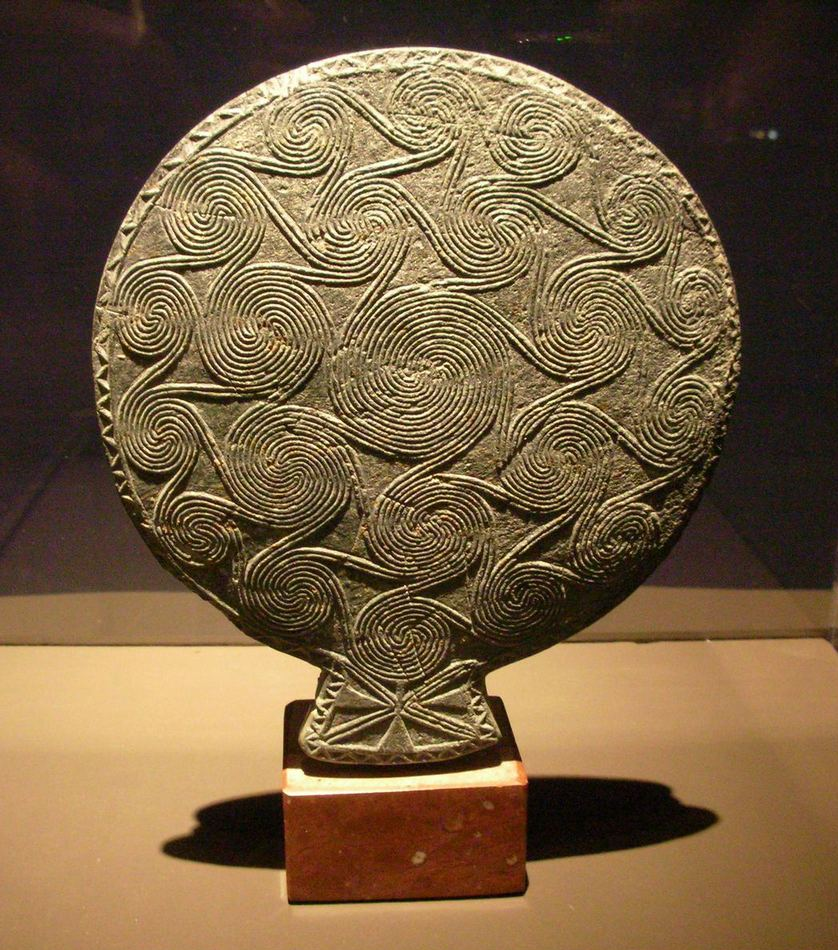
Geschmückte Rückseite der Griffschale aus Chloritschiefer, FK II

Die Griffschale (Archäologisches Nationalmuseum Athen, Inventarnummer Π20935; ehemals Karlsruhe, Badisches Landesmuseum, Inventarnummer 75/11) ist ein aufwändig verziertes Steingefäß der bronzezeitlichen Kykladenkultur. Sie wird in frühkykladische Zeit zwischen dem 27. und dem 24. Jahrhundert v. Chr. (FK II) datiert. Der Fundort ist unbekannt; als Herkunftsort wird die Kykladen-Insel Naxos angenommen. Das aus einer Raubgrabung stammende Gefäß wurde 1975 vom Badischen Landesmuseum in Karlsruhe erworben und am 6. Juni 2014 im Archäologischen Nationalmuseum in Athen an Griechenland zurückgegeben.

## Beschreibung
Die Griffschale besteht aus einer runden Schale mit einem Durchmesser von 17,5 cm bei einer Tiefe von 2,8 cm. Ein Griffstück mit Kreissegmentform ragt um 2,2 cm hervor. Sie ist aus grünlichem Chloritschiefer gearbeitet, das Material kommt auf den Kykladen auf Naxos vor.
Die Vorderseite mit dem flachen Boden und dem zurückgesetzten, schmalen Rand ist schmucklos, die Rückseite des maximal 1,2 cm starken Bodens macht das Objekt außergewöhnlich. Der Boden ist einschließlich des Griffteils mit einem Kerbschnitt-Muster umrahmt. Die Fläche ist mit einem Muster aus ineinander verwobenen Spiralen gefüllt. Von einer zentralen Spirale gehen sieben Doppelstränge aus, die sich zu jeweils einer kleineren Spirale verwinden. Diese sind ebenfalls durch Doppelstränge mit ihren beiden Nachbarn und mit jeweils drei von insgesamt vierzehn wiederum kleineren Spiralen am Rand verbunden. Dabei werden die Randspiralen aus drei oder vier Doppelsträngen gebildet, je nachdem, ob sie mit ihren beiden Nachbarn und einer oder zwei der mittleren Spiralen verbunden sind. Im Griff bilden Doppel- und Dreifachstränge zusammen mit Dreiecksflächen ein Kreuzmuster.
Die Oberfläche der Schale ist etwas verwittert, sie ist minimal abgestoßen und weist einige Kratzer auf. Auf der Innenseite sind Sinter-Flecken erhalten, auf der geschmückten Rückseite wurde in moderner Zeit eine dicke Sinterschicht entfernt und das Muster freigelegt.

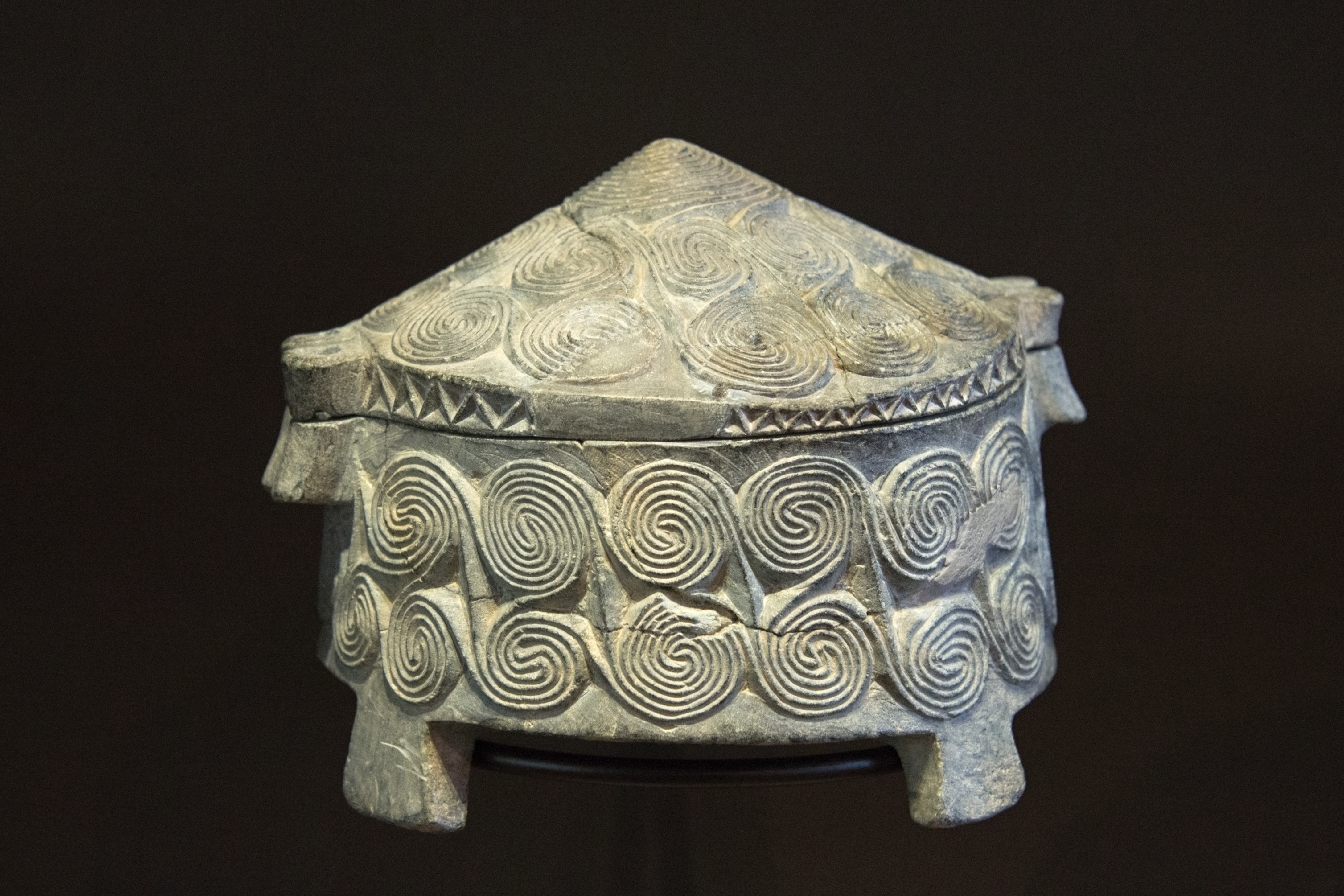
Deckelpyxis mit vergleichbarem Spiralmuster, Antikensammlung Berlin

Muster mit verschlungenen Spiralen sind in der Kykladenkultur in Tongefäße geritzt häufig, in Stein geschnitten sind sie aber selten und nur von wenigen Gefäßen, insbesondere Pyxiden bekannt. Darunter ist ein Exemplar aus einer Ausgrabung auf der Insel Amorgos, das 1889 durch Georg Ferdinand Dümmler für die Antikensammlung Berlin erworben wurde. Aufgrund der Qualität der Arbeit und dem sehr exakt konstruierten Muster ist auf einen erfahrenen und besonders geschickten Künstler zu schließen. Auch für den Besitzer muss die Schale ein herausragendes Prestige-Objekt gewesen sein.
In der Keros-Syros-Phase der bronzezeitlichen Kykladenkultur, der auch dieses Stück zugerechnet wird, sind Griffschalen aus Ton weit verbreitet. Zudem sind einige wenige aus Marmor bekannt. Aus Stein ist nur ein weiteres, allerdings unverziertes Exemplar bekannt, das von Nikolaos M. Kontoleon 1972 erstmals beschrieben wurde. Diese Griffschale ist in Material und Ausführung einzigartig und wird als „Meisterwerk kykladischer Kunst“ angesehen.
Die Verwendung und Bedeutung der kykladischen Griffschalen, oft auch als Kykladenpfannen bezeichnet, sind ungeklärt. Sie sind überwiegend als Grabbeigaben besonders von reichen Bestattungen bekannt. Christos Tsountas schlug ursprünglich vor, dass es sich um Spiegel handele. Die flachen Schalen seien mit Wasser gefüllt worden und hätten gegen den dunklen Boden eine spiegelnde Wasserschicht gebildet. Praktische Versuche sprechen gegen diese Verwendung, Wasser ergibt keine angemessene Spiegel-Wirkung, (Oliven-)Öl wäre geeignet, aber in der frühkykladischen Kultur mutmaßlich zu selten und aufwändig für diesen Zweck. Aufgrund mehrerer Funde im Friedhof von Chalandriani auf der Insel Syros zusammen mit kleinen Gefäßen aus Ton und Knochen mit Farbresten wurde von Nikolaos M. Kontoleon angenommen, dass es sich um eine Malerpalette zum Ansetzen von Farben aus zerriebenen Pigmenten handeln könnte. Die Dekore der Schalen weisen fast ausnahmslos Motive im Zusammenhang mit Wasser auf. Spiralen, Schiffe und Sterne sind typisch. Aus Ton gefertigte Griffschalen haben oft zwei Griffe, dann sind diese aus dem Körper herausgezogen und in dieses dreieckige Feld ist häufig das Muster einer weiblichen Scham eingeritzt. Daraus wird die Verwendung als Spendengefäß eines Trankopfers im Rahmen eines Fruchtbarkeitskult abgeleitet; Meer, Sonne und das weibliche Prinzip werden als Symbole für die Fruchtbarkeit des Bodens und des Meeres angesehen, die für das Leben der Menschen unverzichtbar waren. Eine weitere These wurde 1993 von Christos Doumas aufgestellt, der annimmt, in den Schalen sei Meersalz zu Salzkuchen verdichtet worden. Diese seien als Handelsware oder Zahlungseinheit verwendet worden. Doumas greift damit die Fragestellungen auf, die sich mit Handel und Warenaustausch vor Etablierung des Geldes verbinden. Salz wird als Einheit für möglich gehalten, weil keinerlei haltbare Materialien in archäologischen Untersuchungen gefunden werden.

## Provenienz
Im Vorfeld der für 1976 vorbereiteten Ausstellung „Kunst der Kykladen“ erwarb der damalige Kurator des Badischen Landesmuseums Jürgen Thimme 1975 die Griffschale für 35.000 Mark gemeinsam mit dem Weiblichen Kykladenidol mit verschränkten Armen (Π20934) und weiteren Artefakten über den Kunsthandel. Die Schale stammte nicht aus einer offiziellen Ausgrabung, der Verkäufer versicherte, dass das Objekt vor 1970 erworben worden sei, legte dafür aber keine Belege vor und blieb anonym. Eine Raubgrabung verletzte in jedem Fall griechisches Recht, das Objekt konnte auch nur durch Schmuggel aus dem Land geschafft worden sein. Bei ursprünglichem Erwerb vor 1970 wäre aber das Übereinkommen über Maßnahmen zum Verbot und zur Verhütung der unzulässigen Einfuhr, Ausfuhr und Übereignung von Kulturgut aus dem Jahr 1970 und damit internationales Recht nicht verletzt worden. Zudem unterzeichnete die Bundesrepublik Deutschland das Abkommen erst im Jahr 2007.
Die Ausstellung im Karlsruher Schloss 1976 zeigte die bis dahin mit weitem Abstand umfangreichste Zusammenstellung von Objekten der Kykladenkultur. Entsprechend der damals in Museumskreisen vorherrschenden Auffassung und mit dem Patronat des International Council of Museums wurden die Leihgaben internationaler Museen und einer Vielzahl Privatsammlungen ohne Rücksicht auf die Herkunft der Stücke ausgestellt. Auch die Griffschale wurde ausgestellt und im Katalog ausführlich behandelt. Die griechischen Antikenbehörden thematisierten diese Einstellung anlässlich der geplanten Ausstellung erstmals öffentlich und stellten deshalb auch für die Ausstellung keine Exponate staatlicher Sammlungen zur Verfügung. Allerdings schrieb der damalige Leiter der Antikenbehörde für die Kykladen, Christos Doumas, im Katalog der Ausstellung das Kapitel über die archäologische Erforschung der Kykladenkultur und sprach dort die Raubgrabungen an.
Nachdem die Bundesrepublik Deutschland 2007 dem UNESCO-Abkommen beigetreten war, gingen Museen und insbesondere das Badische Landesmuseum auf die Problematik ein. Bei der zweiten großen, internationalen Ausstellung Kykladen - Lebenswelten einer frühgriechischen Kultur thematisierte das Landesmuseum 2011 die Provenienzen der Exponate ausdrücklich und zeigte nur Objekte aus nationalen und internationalen Sammlungen, die die Herkunft der Stücke offenlegten. Auf Exponate aus Privatsammlungen wurde diesmal verzichtet. Auch in dieser Ausstellung wurde die Griffschale gezeigt und im Katalog besonders herausgestellt. Die griechischen Behörden waren mit der Behandlung des Problems nicht zufrieden und verweigerten wieder Leihgaben.
Es folgten umfangreiche Verhandlungen und am 6. Juni 2014 wurde die Griffschale gemeinsam mit dem Weiblichen Kykladenidol Π20934 durch den Staatssekretär im Ministerium für Wissenschaft, Forschung und Kunst Baden-Württemberg Jürgen Walter und den Museumsdirektor des Badischen Landesmuseums Harald Siebenmorgen an das Archäologische Nationalmuseum in Athen im Beisein des griechischen Kulturministers Panagiotis Panagiotopoulos übergeben. Der heutige Marktwert der Griffschale liegt nach Schätzungen im sechsstelligen Eurobereich.